# Llista de monuments de Cornellà del Terri
Llista de monuments de Cornellà del Terri inclosos en l'Inventari del Patrimoni Arquitectònic Català pel municipi de Cornellà del Terri (Pla de l'Estany). Inclou els inscrits en el Registre de Béns Culturals d'Interès Nacional (BCIN) amb la classificació de monuments històrics, els Béns Culturals d'Interès Local (BCIL) de caràcter immoble i la resta de béns arquitectònics integrants del patrimoni cultural català.
| Monument                                                      | Protecció   | Estil/època                         | Localització                                                        | Coordenades                                          | Codi?         | Imatge |
| ------------------------------------------------------------- | ----------- | ----------------------------------- | ------------------------------------------------------------------- | ---------------------------------------------------- | ------------- | --- |
| Castell de Ravós                                              | BCIN 709-MH | Obra popular Medieval, XVI-XVII     | Cornellà del Terri                                                  | 42° 04′ 15″ N, 2° 50′ 18″ E / 42.070833°N,2.838333°E | RI-51-0005877 | Castell de Ravós (Cornellà del Terri) · Vegeu més fotos d'aquest monument · Carregueu una nova foto d'aquest monument                               |
| La Torre de Pujals dels Cavallers, o Torre al Mas Reig o Roig | BCIN 711-MH | Gòtic XV-XVI                        | Cornellà del Terri Pujals dels Cavallers                            | 42° 06′ 20″ N, 2° 49′ 08″ E / 42.105556°N,2.818889°E | RI-51-0005878 | La Torre de Pujals dels Cavallers (Cornellà del Terri) · Vegeu més fotos d'aquest monument · Carregueu una nova foto d'aquest monument              |
| Can Sorrilla                                                  |             | Obra popular XVI, XIX               | Cornellà del Terri C. del Carme, 2                                  | 42° 05′ 28″ N, 2° 48′ 57″ E / 42.091027°N,2.815695°E | IPA-15020     | Carregueu una nova foto d'aquest monument |
| Casa al carrer del Carme, 5                                   |             | Obra popular XIX                    | Cornellà del Terri C. del Carme, 5                                  | 42° 05′ 27″ N, 2° 48′ 55″ E / 42.090774°N,2.815411°E | IPA-15021     | Carregueu una nova foto d'aquest monument |
| Casa al carrer Església, 2                                    |             | Obra popular XVII                   | Cornellà del Terri C. de l'Església, 2                              | 42° 05′ 25″ N, 2° 48′ 57″ E / 42.090253°N,2.815830°E | IPA-15022     | Carregueu una nova foto d'aquest monument |
| Església parroquial de Sant Pere                              | BCIL 2012   | Barroc XVIII                        | Cornellà del Terri Pl. de l'Església                                | 42° 05′ 24″ N, 2° 48′ 57″ E / 42.089987°N,2.815746°E | IPA-15023     | Església parroquial de Sant Pere (Cornellà del Terri) · Vegeu més fotos d'aquest monument · Carregueu una nova foto d'aquest monument               |
| Ca la Flora                                                   |             | Obra popular XIX                    | Cornellà del Terri C. Església, 3                                   | 42° 05′ 25″ N, 2° 48′ 56″ E / 42.090162°N,2.815649°E | IPA-15038     | Ca la Flora (Cornellà del Terri) · Vegeu més fotos d'aquest monument · Carregueu una nova foto d'aquest monument                                    |
| Cal Metge                                                     |             | Obra popular XIX                    | Cornellà del Terri Pl. del Maig, 11                                 | 42° 05′ 24″ N, 2° 49′ 01″ E / 42.089971°N,2.816841°E | IPA-15039     | Carregueu una nova foto d'aquest monument |
| Casa entre mitgeres al carrer Sant Pere, 3                    |             | Obra popular XVIII                  | Cornellà del Terri C. Sant Pere, 3                                  | 42° 05′ 25″ N, 2° 48′ 58″ E / 42.090334°N,2.816132°E | IPA-15040     | Carregueu una nova foto d'aquest monument |
| Casal del nucli                                               |             | Obra popular XVIII                  | Cornellà del Terri C. Sant Pere, 5                                  | 42° 05′ 26″ N, 2° 48′ 58″ E / 42.090438°N,2.816090°E | IPA-15041     | Carregueu una nova foto d'aquest monument |
| Paller, o pallissa                                            |             | Obra popular                        | Cornellà del Terri C. Sant Pere                                     | 42° 05′ 24″ N, 2° 48′ 59″ E / 42.089956°N,2.816266°E | IPA-15042     | Carregueu una nova foto d'aquest monument |
| Capella de Sant Antoni                                        | BCIL 2012   | Romànic Medieval                    | Cornellà del Terri Antic castell de Cornellà                        | 42° 05′ 24″ N, 2° 49′ 04″ E / 42.089918°N,2.817657°E | IPA-15045     | Capella de Sant Antoni (Cornellà del Terri) · Vegeu més fotos d'aquest monument · Carregueu una nova foto d'aquest monument                         |
| Carrer del Carme                                              |             | Obra popular XVII, XIX              | Cornellà del Terri C. del Carme                                     | 42° 05′ 29″ N, 2° 48′ 51″ E / 42.091430°N,2.814079°E | IPA-15046     | Carrer del Carme (Cornellà del Terri) · Vegeu més fotos d'aquest monument · Carregueu una nova foto d'aquest monument                               |
| La Bastida                                                    | BCIL 2012   | Obra popular XIV, XVIII             | Cornellà del Terri Borgonyà                                         | 42° 06′ 01″ N, 2° 48′ 24″ E / 42.100190°N,2.806731°E | IPA-15048     | La Bastida (Cornellà del Terri) · Vegeu més fotos d'aquest monument · Carregueu una nova foto d'aquest monument                                     |
| La Fàbrica                                                    |             | Obra popular XIX Final              | Cornellà del Terri Costat fàbrica Callis, Borgonyà                  | 42° 06′ 07″ N, 2° 47′ 42″ E / 42.101953°N,2.794904°E | IPA-15050     | Carregueu una nova foto d'aquest monument |
| Can Frigola                                                   |             | Obra popular                        | Cornellà del Terri Ctra. de Camallera, Borgonyà                     | 42° 06′ 37″ N, 2° 48′ 20″ E / 42.110354°N,2.805527°E | IPA-15051     | Carregueu una nova foto d'aquest monument |
| Can Fusté                                                     |             | Obra popular XIX                    | Cornellà del Terri Ctra. de Camallera, Borgonyà                     | 42° 06′ 09″ N, 2° 47′ 47″ E / 42.102550°N,2.796365°E | IPA-15052     | Carregueu una nova foto d'aquest monument |
| Can Mateu i Can Fuselles                                      |             | Obra popular XVI, XIX               | Cornellà del Terri Borgonyà                                         | 42° 06′ 13″ N, 2° 47′ 38″ E / 42.103644°N,2.793889°E | IPA-15053     | Carregueu una nova foto d'aquest monument |
| Mas Noguera                                                   |             | Obra popular XVIII                  | Cornellà del Terri Camí costat la Bastida, Borgonyà                 | 42° 05′ 56″ N, 2° 48′ 26″ E / 42.099015°N,2.807219°E | IPA-15054     | Carregueu una nova foto d'aquest monument |
| Can Rovira                                                    | BCIL 2012   | Obra popular XIX                    | Cornellà del Terri Ctra. de Camallera                               | 42° 06′ 15″ N, 2° 47′ 34″ E / 42.104223°N,2.792738°E | IPA-15055     | Carregueu una nova foto d'aquest monument |
| Església parroquial de Sant Joan Baptista                     | BCIL 2012   | Romànic, barroc XII, XVII, XVIII    | Cornellà del Terri Pl. Església, Borgonyà                           | 42° 06′ 06″ N, 2° 48′ 07″ E / 42.101616°N,2.801895°E | IPA-15056     | Església parroquial de Sant Joan Baptista (Cornellà del Terri) · Vegeu més fotos d'aquest monument · Carregueu una nova foto d'aquest monument      |
| Església parroquial de Sant Julià                             | BCIL 2012   | Romànic, gòtic XII                  | Cornellà del Terri Corts                                            | 42° 05′ 41″ N, 2° 47′ 20″ E / 42.094813°N,2.788953°E | IPA-15062     | Església parroquial de Sant Julià (Cornellà del Terri) · Vegeu més fotos d'aquest monument · Carregueu una nova foto d'aquest monument              |
| Antiga Rectoria de Corts                                      |             | Obra popular XVI                    | Cornellà del Terri Corts                                            | 42° 05′ 41″ N, 2° 47′ 19″ E / 42.094650°N,2.788500°E | IPA-15066     | Carregueu una nova foto d'aquest monument |
| Porxo                                                         |             | Obra popular                        | Cornellà del Terri Al centre urbà, Corts                            | 42° 05′ 42″ N, 2° 47′ 19″ E / 42.095137°N,2.788505°E | IPA-15068     | Carregueu una nova foto d'aquest monument |
| Creu de terme de Corts                                        |             | Obra popular XVIII, XIX             | Cornellà del Terri Corts                                            | 42° 05′ 42″ N, 2° 47′ 22″ E / 42.095004°N,2.789521°E | IPA-15069     | Carregueu una nova foto d'aquest monument |
| Can Pinjolan                                                  |             | Obra popular                        | Cornellà del Terri Pont-xetmar                                      | 42° 05′ 39″ N, 2° 48′ 05″ E / 42.094218°N,2.801277°E | IPA-15071     | Carregueu una nova foto d'aquest monument |
| Can Renard                                                    |             | Obra popular XVI                    | Cornellà del Terri Pont-xetmar                                      | 42° 05′ 38″ N, 2° 48′ 06″ E / 42.093818°N,2.801660°E | IPA-15072     | Carregueu una nova foto d'aquest monument |
| Capella de Sant Jaume                                         |             | Obra popular                        | Cornellà del Terri Pont-xetmar                                      | 42° 05′ 36″ N, 2° 48′ 08″ E / 42.093468°N,2.802175°E | IPA-15073     | Capella de Sant Jaume (Cornellà del Terri) · Vegeu més fotos d'aquest monument · Carregueu una nova foto d'aquest monument                          |
| Ca l'Esteve, o Masia a Pujals dels Cavallers                  |             | Obra popular                        | Cornellà del Terri Pujals dels Cavallers                            | 42° 06′ 42″ N, 2° 49′ 12″ E / 42.111695°N,2.819881°E | IPA-15075     | Carregueu una nova foto d'aquest monument |
| Can Geli                                                      |             | Obra popular XVIII                  | Cornellà del Terri Pujals dels Cavallers                            | 42° 06′ 43″ N, 2° 49′ 11″ E / 42.111919°N,2.819657°E | IPA-15076     | Carregueu una nova foto d'aquest monument |
| Ca n'Ordis, o Can Geli                                        |             | Obra popular XVI                    | Cornellà del Terri Pujals dels Cavallers                            | 42° 06′ 42″ N, 2° 49′ 11″ E / 42.111528°N,2.819791°E | IPA-15077     | Carregueu una nova foto d'aquest monument |
| Mas de Can Prades, o Mas Feliu                                |             | Obra popular, gòtic XVI             | Cornellà del Terri Pujals dels Cavallers                            | 42° 06′ 19″ N, 2° 49′ 09″ E / 42.105150°N,2.819083°E | IPA-15079     | Mas de Can Prades (Cornellà del Terri) · Vegeu més fotos d'aquest monument · Carregueu una nova foto d'aquest monument                              |
| Església parroquial de Santa Eulàlia                          | BCIL 2012   | Romànic XI, XVII                    | Cornellà del Terri Pujals dels Cavallers                            | 42° 06′ 21″ N, 2° 49′ 08″ E / 42.105803°N,2.818954°E | IPA-15080     | Església parroquial de Santa Eulàlia (Cornellà del Terri) · Vegeu més fotos d'aquest monument · Carregueu una nova foto d'aquest monument           |
| Església parroquial de Santa Maria                            | BCIL 2012   | Romànic XI, XVIII                   | Cornellà del Terri Pujals dels Pagesos                              | 42° 06′ 26″ N, 2° 50′ 02″ E / 42.107212°N,2.833827°E | IPA-15098     | Església parroquial de Santa Maria (Cornellà del Terri) · Vegeu més fotos d'aquest monument · Carregueu una nova foto d'aquest monument             |
| Can Fuselles                                                  | BCIL 2012   | Gòtic, obra popular XIV             | Cornellà del Terri Pujals dels Pagesos                              | 42° 06′ 39″ N, 2° 50′ 01″ E / 42.110918°N,2.833618°E | IPA-15099     | Carregueu una nova foto d'aquest monument |
| Can Riera                                                     |             | Obra popular                        | Cornellà del Terri Pujals dels Pagesos                              | 42° 06′ 26″ N, 2° 50′ 02″ E / 42.107212°N,2.833827°E | IPA-15100     | Carregueu una nova foto d'aquest monument |
| Mas Viladevall                                                |             | Obra popular XVI                    | Cornellà del Terri Pujals dels Pagesos                              | 42° 06′ 06″ N, 2° 49′ 55″ E / 42.101729°N,2.832027°E | IPA-15101     | Carregueu una nova foto d'aquest monument |
| Creu de terme de Pujals dels Pagesos                          |             | Obra popular XVII                   | Cornellà del Terri Pujals dels Pagesos                              | 42° 06′ 28″ N, 2° 50′ 00″ E / 42.107855°N,2.833196°E | IPA-15102     | Creu de terme de Pujals dels Pagesos (Cornellà del Terri) · Vegeu més fotos d'aquest monument · Carregueu una nova foto d'aquest monument           |
| Mas Portell                                                   |             | Obra popular XVIII, XIV             | Cornellà del Terri Ravós del Terri                                  | 42° 04′ 14″ N, 2° 50′ 21″ E / 42.070604°N,2.839126°E | IPA-15122     | Carregueu una nova foto d'aquest monument |
| Església parroquial de Santa Llogaia del Terri                | BCIL 2012   | Renaixement, barroc XVI, XVIII      | Cornellà del Terri Santa Llogaia del Terri                          | 42° 05′ 01″ N, 2° 50′ 20″ E / 42.083627°N,2.838948°E | IPA-15124     | Església parroquial de Santa Llogaia del Terri (Cornellà del Terri) · Vegeu més fotos d'aquest monument · Carregueu una nova foto d'aquest monument |
| Antiga Rectoria de Santa Llogaia del Terri                    |             | Obra popular XVIII                  | Cornellà del Terri Pl. de l'Església, Santa Llogaia del Terri       | 42° 05′ 01″ N, 2° 50′ 21″ E / 42.083587°N,2.839226°E | IPA-15127     | Antiga Rectoria de Santa Llogaia del Terri (Cornellà del Terri) · Vegeu més fotos d'aquest monument · Carregueu una nova foto d'aquest monument     |
| Can Batic                                                     |             | Obra popular XVI                    | Cornellà del Terri Pl. de l'Església, Santa Llogaia del Terri       | 42° 05′ 00″ N, 2° 50′ 20″ E / 42.083469°N,2.838955°E | IPA-15128     | Carregueu una nova foto d'aquest monument |
| Can Conill                                                    |             | Obra popular XVIII                  | Cornellà del Terri Santa Llogaia del Terri                          | 42° 05′ 13″ N, 2° 50′ 15″ E / 42.086863°N,2.837550°E | IPA-15129     | Carregueu una nova foto d'aquest monument |
| Paller del Mas Sala, o Pallissa del Mas Sala                  |             | Obra popular XVIII                  | Cornellà del Terri Veïnat de Fulla, Santa Llogaia del Terri         | 42° 04′ 49″ N, 2° 50′ 27″ E / 42.080175°N,2.840710°E | IPA-15130     | Carregueu una nova foto d'aquest monument |
| Mas Geli                                                      | BCIL 2012   | Obra popular XVI                    | Cornellà del Terri Santa Llogaia del Terri                          | 42° 04′ 49″ N, 2° 50′ 10″ E / 42.080155°N,2.836080°E | IPA-15131     | Carregueu una nova foto d'aquest monument |
| Can Gironès, o Casa Malric                                    |             | Obra popular, gòtic tardà XVI       | Cornellà del Terri Veïnat de Can Geli, Santa Llogaia del Terri      | 42° 04′ 49″ N, 2° 50′ 06″ E / 42.080393°N,2.835136°E | IPA-15132     | Can Gironès (Cornellà del Terri) · Vegeu més fotos d'aquest monument · Carregueu una nova foto d'aquest monument                                    |
| Capella de Sant Miquel                                        |             | Obra popular XIX                    | Cornellà del Terri Mas Geli, Santa Llogaia del Terri                | 42° 04′ 48″ N, 2° 50′ 10″ E / 42.079944°N,2.836038°E | IPA-15133     | Capella de Sant Miquel (Cornellà del Terri) · Vegeu més fotos d'aquest monument · Carregueu una nova foto d'aquest monument                         |
| Mas Pere Gali, o Mas Roure                                    |             | Obra popular, gòtic-renaixement XVI | Cornellà del Terri Veïnat de Can Geli, Santa Llogaia del Terri      | 42° 04′ 49″ N, 2° 50′ 09″ E / 42.080146°N,2.835765°E | IPA-15134     | Mas Pere Gali (Cornellà del Terri) · Vegeu més fotos d'aquest monument · Carregueu una nova foto d'aquest monument                                  |
| Can Ferrer                                                    |             | Obra popular XVII                   | Cornellà del Terri Sant Andreu del Terri                            | 42° 03′ 59″ N, 2° 50′ 44″ E / 42.066330°N,2.845616°E | IPA-15136     | Carregueu una nova foto d'aquest monument |
| Església de Sant Andreu del Terri                             | BCIL 2012   | Romànic XI, XV                      | Cornellà del Terri Sant Andreu del Terri                            | 42° 03′ 53″ N, 2° 50′ 45″ E / 42.064696°N,2.845795°E | IPA-15138     | Església de Sant Andreu (Cornellà del Terri) · Vegeu més fotos d'aquest monument · Carregueu una nova foto d'aquest monument                        |
| Can Solà                                                      |             | Obra popular XVII                   | Cornellà del Terri Sant Andreu del Terri                            | 42° 03′ 53″ N, 2° 50′ 46″ E / 42.064746°N,2.846133°E | IPA-15139     | Carregueu una nova foto d'aquest monument |
| Pont medieval de Sant Andreu                                  | BCIL 2012   | Gòtic XV                            | Cornellà del Terri Sant Andreu del Terri                            | 42° 03′ 59″ N, 2° 50′ 46″ E / 42.066524°N,2.846141°E | IPA-15140     | Pont medieval de Sant Andreu (Cornellà del Terri) · Vegeu més fotos d'aquest monument · Carregueu una nova foto d'aquest monument                   |
| Església parroquial de Sant Esteve                            | BCIL 2012   | Romànic, barroc XII, XVIII          | Cornellà del Terri Sords                                            | 42° 05′ 19″ N, 2° 49′ 29″ E / 42.088686°N,2.824589°E | IPA-15142     | Església parroquial de Sant Esteve (Cornellà del Terri) · Vegeu més fotos d'aquest monument · Carregueu una nova foto d'aquest monument             |
| Can Nadal                                                     | BCIL 2012   | Obra popular XV                     | Cornellà del Terri Sords                                            | 42° 05′ 06″ N, 2° 48′ 59″ E / 42.085106°N,2.816365°E | IPA-15143     | Carregueu una nova foto d'aquest monument |
| Pont medieval de Sords                                        | BCIL 2012   | Obra popular Medieval               | Cornellà del Terri Sobre el riu Terri, Sords                        | 42° 05′ 17″ N, 2° 49′ 26″ E / 42.088045°N,2.823787°E | IPA-15144     | Pont medieval de Sords (Cornellà del Terri) · Vegeu més fotos d'aquest monument · Carregueu una nova foto d'aquest monument                         |
| Antiga Rectoria de Sords                                      |             | Obra popular XVII                   | Cornellà del Terri Darrera l'església de Sant Esteve, Sords         | 42° 05′ 19″ N, 2° 49′ 30″ E / 42.088727°N,2.824879°E | IPA-15145     | Antiga Rectoria de Sords (Cornellà del Terri) · Vegeu més fotos d'aquest monument · Carregueu una nova foto d'aquest monument                       |
| Can Ferró                                                     |             | Obra popular XVIII                  | Cornellà del Terri Ca l'Ànima                                       | 42° 04′ 58″ N, 2° 49′ 19″ E / 42.082771°N,2.822006°E | IPA-15147     | Carregueu una nova foto d'aquest monument |
| Can Reig, o Can Cros                                          |             | Obra popular, gòtic tardà XV        | Cornellà del Terri Veïnat de Palol de la Farga, Pujals dels Pagesos | 42° 07′ 06″ N, 2° 49′ 59″ E / 42.118235°N,2.833181°E | IPA-15150     | Carregueu una nova foto d'aquest monument |
| Can Deri                                                      |             | Obra popular XVI                    | Cornellà del Terri Veïnat de Palol de la Farga, Pujals dels Pagesos | 42° 07′ 03″ N, 2° 49′ 58″ E / 42.117595°N,2.832881°E | IPA-15152     | Carregueu una nova foto d'aquest monument |
| Pou de glaç de Palol Farga                                    |             | Obra popular XVII-XVIII             | Cornellà del Terri Palol de Farga                                   | 42° 06′ 56″ N, 2° 49′ 51″ E / 42.115590°N,2.830959°E | IPA-42904     | Carregueu una nova foto d'aquest monument |
| Masia de Can Coromines de Pont-Xetmar                         | BCIL 2012   |                                     | Cornellà del Terri Pont-Xetmar                                      |                                                      | IPA-45884     | Carregueu una nova foto d'aquest monument |
| Creu de terme, Oratori de Pujals                              |             | Obra popular                        | Cornellà del Terri Pujals dels Cavallers                            | 42° 06′ 23″ N, 2° 49′ 08″ E / 42.106331°N,2.818877°E | IPA-46199     | Oratori de Pujals (Cornellà del Terri) · Vegeu més fotos d'aquest monument · Carregueu una nova foto d'aquest monument                              |
| Creu de terme de Pujals dels Cavallers                        |             | Obra popular                        | Cornellà del Terri Pujals dels Cavallers                            | 42° 06′ 20″ N, 2° 49′ 08″ E / 42.105613°N,2.818890°E | IPA-46200     | Creu de terme de Pujals dels Cavallers (Cornellà del Terri) · Vegeu més fotos d'aquest monument · Carregueu una nova foto d'aquest monument         |
| Creu de terme de Sords                                        |             | Obra popular XVIII                  | Cornellà del Terri Entre el Pont de Sords i Can Repunxó, Sords      | 42° 05′ 16″ N, 2° 49′ 25″ E / 42.087845°N,2.823501°E | IPA-46342     | Creu de terme de Sords (Cornellà del Terri) · Vegeu més fotos d'aquest monument · Carregueu una nova foto d'aquest monument                         |